# Sebastian Dahlström
Sebastian Dahlström (Helsinki, Finlandia, 5 de noviembre de 1996) es un futbolista finlandés. Su posición es la de mediocampista y su club es el IFK Mariehamn de la Veikkausliiga de Finlandia.

## Trayectoria
El 21 de abril de 2021 se dio a conocer su regreso al HJK Helsinki en calidad de agente libre firmando un contrato por una temporada.

### KuPS
El 10 de diciembre de 2021 se hace oficial su llegada al KuPS Kuopio firmando un contrato por dos años. Pasado ese tiempo se unió al IFK Mariehamn para la temporada 2024.

## Selección nacional

### Participaciones en selección
| Torneo                                               | Categoría | Sede   | Resultado    | Partidos | Goles |
| ---------------------------------------------------- | --------- | ------ | ------------ | -------- | ----- |
| Fase de clasificación par la Eurocopa Sub-21 de 2019 | Sub-21    | Italia | No clasificó | 10       | 1     |

## Estadísticas

### Clubes
Actualizado al último partido jugado el 13 de agosto de 2023.
| Klubi-04 · Finlandia | 3.ª           | 2015          | 25  | 6  | -  | - | -  | - | 25  | 6  | 0.24 |
| Klubi-04 · Finlandia | 3.ª           | 2016          | 1   | 0  | -  | - | -  | - | 1   | 0  | 0    |
| Klubi-04 · Finlandia | Total club    | Total club    | 26  | 6  | 0  | 0 | 0  | 0 | 26  | 6  | 0.23 |
| HJK Helsinki · Finlandia | 1.ª           | 2015          | 0   | 0  | 1  | 0 | -  | - | 1   | 0  | 0    |
| HJK Helsinki · Finlandia | 1.ª           | 2016          | 21  | 3  | 9  | 0 | 2  | 0 | 32  | 3  | 0.09 |
| HJK Helsinki · Finlandia | 1.ª           | 2017          | 26  | 3  | 7  | 2 | 3  | 0 | 36  | 5  | 0.13 |
| HJK Helsinki · Finlandia | 1.ª           | 2018          | 32  | 2  | 9  | 1 | 6  | 1 | 47  | 4  | 0.08 |
| HJK Helsinki · Finlandia | 1.ª           | 2019          | 21  | 2  | 2  | 1 | 6  | 1 | 29  | 4  | 0.13 |
| FC Sheriff Tiraspol Moldavia | 1.ª           | 2020          | 16  | 1  | -  | - | -  | - | 16  | 1  | 0.06 |
| FC Sheriff Tiraspol Moldavia | Total club    | Total club    | 16  | 1  | 0  | 0 | 0  | 0 | 16  | 1  | 0.06 |
| HJK Helsinki · Finlandia | 1.ª           | 2021          | 7   | 0  | 1  | 0 | 2  | 0 | 10  | 0  | 0    |
| HJK Helsinki · Finlandia | Total club    | Total club    | 107 | 10 | 29 | 4 | 19 | 2 | 155 | 15 | 0.1  |
| KuPS · Finlandia | 1.ª           | 2022          | 19  | 1  | 6  | 0 | 6  | 0 | 31  | 1  | 0.03 |
| KuPS · Finlandia | 1.ª           | 2023          | 16  | 0  | 7  | 1 | 1  | 0 | 24  | 1  | 0.04 |
| KuPS · Finlandia | Total club    | Total club    | 35  | 1  | 13 | 1 | 7  | 0 | 55  | 2  | 0.03 |
| Total carrera | Total carrera | Total carrera | 184 | 17 | 42 | 5 | 26 | 2 | 252 | 23 | 0.11 |
| (1) Incluye datos de Copa de la Liga de Finlandia y Copa de Finlandia. (2) Incluye datos de Liga de Campeones de la UEFA y Liga Europa de la UEFA. (3) No incluye goles en partidos amistosos. |               |               |     |    |    |   |    |   |     |    |      |

### Selección de Finlandia
Actualizado al último partido jugado el 11 de enero de 2019.
| Selección            | Año   | Eliminatorias | Eliminatorias | Eliminatorias | Continental | Continental | Continental | Mundial | Mundial | Mundial | Amistosos | Amistosos | Amistosos | Total | Total | Total  | Media goleadora |
| Selección            | Año   | Part.         | Goles         | Asist.        | Part.       | Goles       | Asist.      | Part.   | Goles   | Asist.  | Part.     | Goles     | Asist.    | Part. | Goles | Asist. | Media goleadora |
| -------------------- | ----- | ------------- | ------------- | ------------- | ----------- | ----------- | ----------- | ------- | ------- | ------- | --------- | --------- | --------- | ----- | ----- | ------ | --------------- |
| Absoluta · Finlandia |       |               |               |               |             |             |             |         |         |         |           |           |           |       |       |        |                 |
| 2019                 | —     | —             | —             | —             | —           | —           | —           | —       | —       | 2       | 0         | 0         | 2         | 0     | 0     | 0      |                 |
| Total                | 0     | 0             | 0             | 0             | 0           | 0           | 0           | 0       | 0       | 2       | 0         | 0         | 2         | 0     | 0     | 0      |                 |
| Total                | Total | 0             | 0             | 0             | 0           | 0           | 0           | 0       | 0       | 0       | 2         | 0         | 0         | 2     | 0     | 0      | 0               |
| 1. 2.                |       |               |               |               |             |             |             |         |         |         |           |           |           |       |       |        |                 |

#### Partidos internacionales
| Detalle de partidos internacionales | Detalle de partidos internacionales | Detalle de partidos internacionales       | Detalle de partidos internacionales | Detalle de partidos internacionales | Detalle de partidos internacionales | Detalle de partidos internacionales | Detalle de partidos internacionales | Detalle de partidos internacionales |
| N.º                                 | Fecha                               | Estadio                                   | Rival                               | Resultado                           | Goles                               | Asist.                              | Competición                         | Ref.                                |
| Selección absoluta                  | Selección absoluta                  | Selección absoluta                        | Selección absoluta                  | Selección absoluta                  | Selección absoluta                  | Selección absoluta                  | Selección absoluta                  | Selección absoluta                  |
| ----------------------------------- | ----------------------------------- | ----------------------------------------- | ----------------------------------- | ----------------------------------- | ----------------------------------- | ----------------------------------- | ----------------------------------- | ----------------------------------- |
| 1.                                  | 8 de enero de 2019                  | Estadio Jassim bin Hamad, Doha, Catar     | Suecia                              | 0:1                                 |                                     |                                     | Amistoso                            |                                     |
| 2.                                  | 11 de enero de 2019                 | Estadio Internacional Jalifa, Doha, Catar | Estonia                             | 1:2                                 |                                     |                                     | Amistoso                            |                                     |

## Palmarés

### Títulos nacionales
| Título            | Club         | País      | Año  |
| ----------------- | ------------ | --------- | ---- |
| Copa de Finlandia | HJK Helsinki | Finlandia | 2017 |
| Veikkausliiga     | HJK Helsinki | Finlandia | 2017 |
| Veikkausliiga     | HJK Helsinki | Finlandia | 2018 |
| Veikkausliiga     | HJK Helsinki | Finlandia | 2021 |
| Copa de Finlandia | KuPS Kuopio  | Finlandia | 2022 |